# Wereldkampioenschappen synchroonzwemmen 2017 – Gemengd duet vrije routine
De vrije routine voor gemengde duetten tijdens de wereldkampioenschappen synchroonzwemmen 2017 vond plaats op 21 en 22 juli 2017 in het Városliget in Boedapest.

## Uitslag
| Rang   | Land             | Naam                                  | Voorronde | Voorronde | Finale  | Finale |
| Rang   | Land             | Naam                                  | Punten    | Rang      | Punten  | Rang   |
| ------ | ---------------- | ------------------------------------- | --------- | --------- | ------- | ------ |
| Goud   | Rusland          | Michaela Kalantsja Aleksandr Maltsev  | 92.0000   | 1         | 92.6000 | 1      |
| Zilver | Italië           | Giorgio Minisini Mariangela Perrupato | 90.8333   | 2         | 91.1000 | 2      |
| Brons  | Verenigde Staten | Bill May Kanako Spendlove             | 88.0333   | 3         | 88.7667 | 3      |
| 4      | Japan            | Atsushi Abe Yumi Adachi               | 86.9333   | 4         | 88.0000 | 4      |
| 5      | Spanje           | Berta Ferreras Pau Ribes              | 85.5000   | 5         | 85.7333 | 5      |
| 6      | Canada           | Rene Prevost Isabelle Rampling        | 83.0667   | 6         | 83.5667 | 6      |
| 7      | Brazilië         | Renan Souza Giovana Stephan           | 80.4000   | 7         | 80.0667 | 7      |
| 8      | China            | Sheng Shuwen Shi Haoyu                | 76.5333   | 8         | 77.2333 | 8      |
| 9      | Duitsland        | Amelie Ebert Niklas Stoepel           | 73.9667   | 9         | 74.5000 | 9      |
| 10     | Griekenland      | Vasileios Gkortsilas Vasiliki Kofidi  | 69.7333   | 10        | 69.8333 | 10     |
| 11     | Panama           | Gabriela Bello Alberto Pinto          | 60.2000   | 11        | 60.7667 | 11     |